# Neudorf/Weimershof
Neudorf/Weimershof (lb. Neiduerf/Weimeschhaff) – dzielnica (Quartier) miasta Luksemburg, w Luksemburgu, w kantonie Luksemburg. Do 3 października 2015 dzielnica leżała w dystrykcie Luksemburg. Leży w północno-wschodniej części miasta. Jest jedną z 24 dzielnic – jednostek pomocniczych miasta Luksemburg. 31 grudnia 2022 r. populacja dzielnicy wynosiła 6760 mieszkańców. 